# Coracina melaschistos
El oruguero alinegro (Coracina melaschistos) es una especie de ave paseriforme en la familia Campephagidae. Se la encuentra en el sur y sureste de Asia.

## Distribución
Se lo encuentra desde el noreste de Pakistán, pasando por la zona inferior de los Himalayas (Uttarakhand, Nepal, Arunachal Pradesh y en las colinas al noreste de Myanmar continuando por China y el sudeste asiático.  Pasa el invierno en la base de las montañas, ocasionalmente a largas distancias (por ejemplo en Kerala).
Hábitat: bosque abierto y bosquecillos.

## Descripción

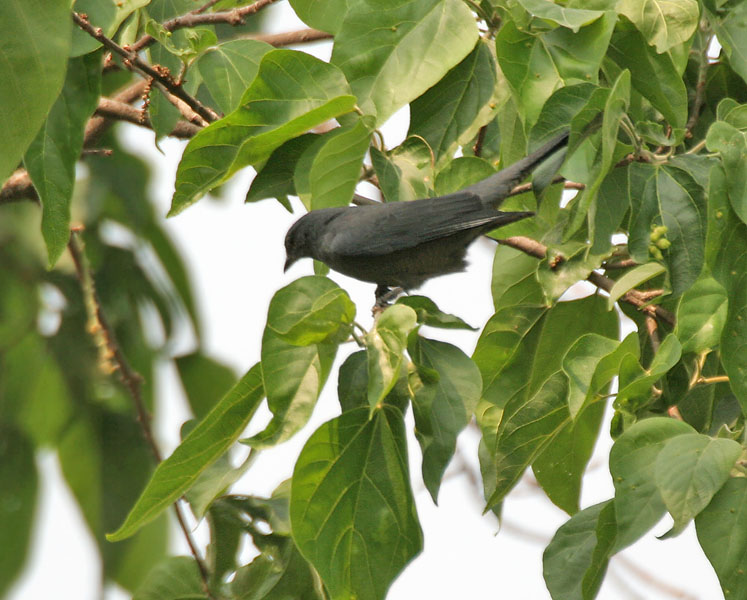
Oruguero alinegro en Jayanti en la reserva Buxa Tiger en el distrito de Jalpaiguri Bengala Occidental, India.

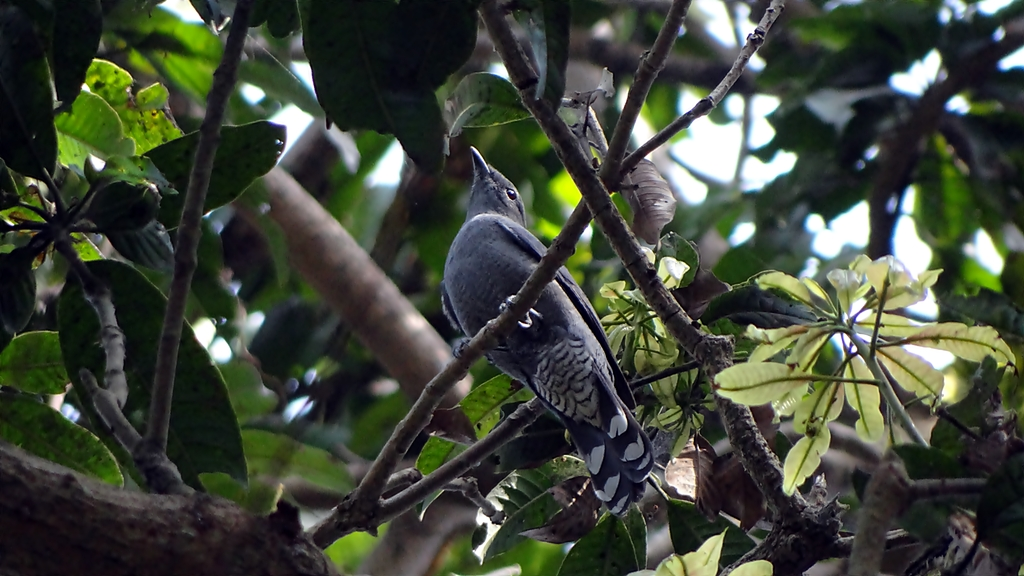
Oruguero alinegro (hembra).

Es un oruguero de tamaño mediano, oscuro con partes inferiores grises.
Macho: parte superior gris oscuro; alas y cola de color negro. Extremos blancos anchos en la parte inferior de su cola.
Hembra: más pálidas con un ligero jaspeado en su parte inferior
Llamado: twit twit to we, fuerte en escala descendente.
Dieta: principalmente invertebrados.
Anida en un árbol.

## Galería

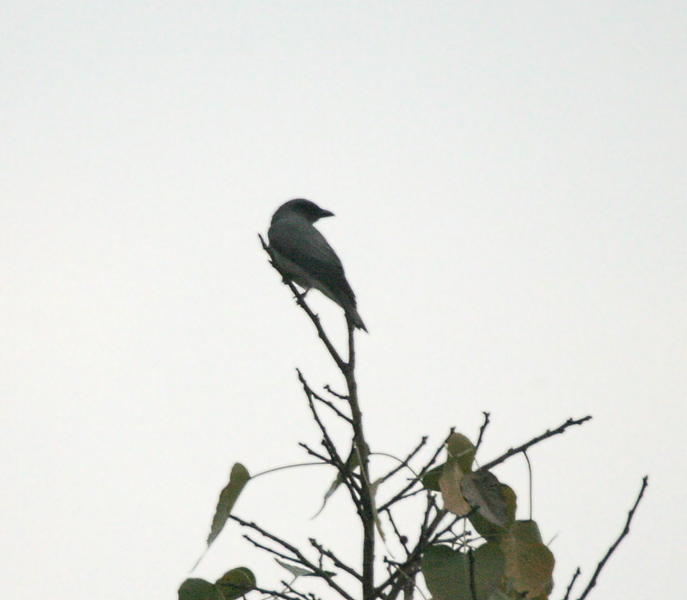
En Banyan posado sobre un Ficus benghalensis en Jayanti en la reserva Buxa Tiger en el distrito de Jalpaiguri de Bengala Occidental, India.
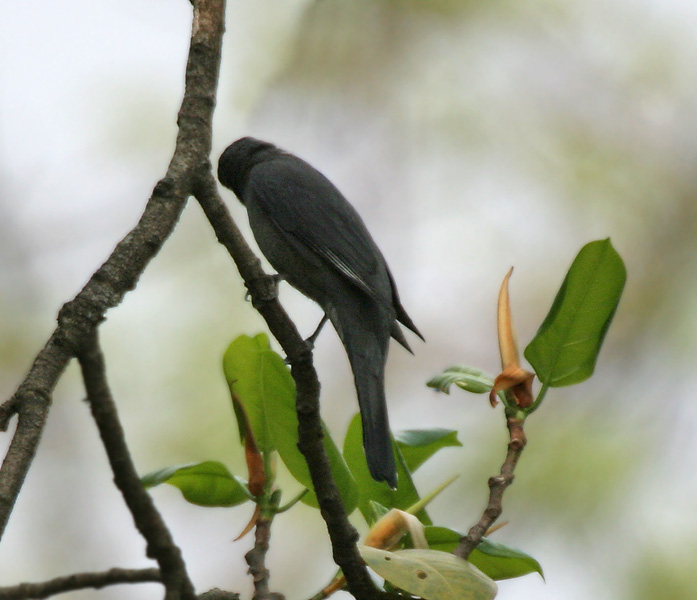
En Banyan posado sobre un Ficus benghalensis en Jayanti en la reserva Buxa Tiger en el distrito Jalpaiguri en Bengala Occidental, India.

- Datos: Q28836456
- Multimedia: Lalage melaschistos / Q28836456
- Especies: Lalage melaschistos